# Mitchell Santner
Mitchell Josef Santner (* 5. Februar 1992 in Hamilton, Neuseeland) ist ein neuseeländischer Cricketspieler der seit 2015 für die neuseeländische Nationalmannschaft spielt.

## Aktive Karriere

### Anfänge in der Nationalmannschaft
Sein Debüt in der Nationalmannschaft gab er in den Twenty20- und ODI-Serie der Tour in England im Sommer 2015. Im füfnten ODI der Serie erzielte er dann 3 Wickets für 31 Runs. Nachdem er auf Grund einer Fingerverletzung den verbliebenen Sommer aussetzen musste, gab er im November 2015 in Australien sein Test-Debüt. Im Februar erreichte er beim Gegenbesuch der Australier 3 Wickets für 47 Runs in den ODIs. Daraufhin wurde er für den ICC World Twenty20 2016 nominiert. Hier konnte er unter anderem 3 Wickets für 11 Runs gegen Indien erzielen, wofür er als Spieler des Spiels ausgezeichnet wurde. Mit dem Team erreichte er bei dem Turnier das Halbfinale, wo man an England scheiterte. Für den Sommer 2016 erhielt er für Worcestershire einen Vertrag im Twenty20 Cup 2016. Zu Beginn der Saison 2016/17 reiste er mit der Mannschaft nach Indien. Dort erzielte er im ersten Test 3 Wickets für 94 Runs und sein erstes internationales Fifty über 71 Runs. Im zweiten Test folgten 3 Wickets für 60 Runs als Bowler. Im Januar 2017 erreichte er in der Test-Serie gegen Bangladesch ein Half-Century (73 Runs), bevor er in der ODI-Serie gegen Australien 3 Wickets für 44 Runs erzielte. Im Mai erzielte er bei einem Drei-Nationen-Turnier in Irland gegen den Gastgeber 5 Wickets für 50 Runs wofür er als Spieler des Spiels ausgezeichnet wurde.
Im Dezember 2017 erzielte er drei Wickets (3/15) gegen die West Indies. Bei der folgenden Tour gegen Pakistan erreichte er 3 Wickets für 40 Runs, bevor er einen Monat später gegen England zwei Fifties über 63* und 67 Runs erzielte. Im März 2018 unterzog er sich dann einer Knieoperation, durch dessen Folgen er erst wieder zum Ende des Jahres eingesetzt werden konnte. Im Februar 2019 erreichte er gegen Bangladesch 3 Wickets für 45 Runs. Die Saison 2019 beendete er mit 3 Wickets für 12 Runs in einem Twenty20 in Sri Lanka. Im November folgten dann gegen England zunächst zwei Mal drei Wickets (3/23 und 3/25) in den Twenty20s. In der Test-Serie gelang ihm dann sein erstes internationales Century, als er 126 Runs aus 269 Runs erzielte. Im Februar 2021 erreichte er in der Twenty20-Serie gegen Australien 4 Wickets für 31 Runs. Er wurde für den ICC Men’s T20 World Cup 2021 nominiert und erreichte dort zwar mit dem Team das Finale, jedoch in sieben Spielen nur 2 Wickets. In der daran anschließenden Twenty20-Serie in Indien erreichte er 3 Wickets für 27 Runs. Im Sommer 2022 gelangen ihm zunächst in der ODI-Serie in Irland. Gegen die Niederlande folgte dann ein Fifty über 77* Runs, bevor er in den West Indies zwei Mal drei Wickets (3/19 und 3/15) erreichte.

### Aufstieg zum Twenty20-Kapitän
Beim ICC Men’s T20 World Cup 2022 konnte er drei Wickets (3/31) beim Sieg gegen Australien beisteuern. Im Januar 2023 wurde er erstmals bei der Tour in Indien als Kapitän des Twenty20-Teams ernannt. In er zugehörigen ODI-Serie gelang ihm ein Fifty über 57 Runs. In der Saison 2023 erreichte er in der Twenty20-Serie in England 3 Wickets für 30 Runs, wofür er als Spieler des Spiels ausgezeichnet wurde. Nach Knieproblemen stand seine Nominierung für den Cricket World Cup 2023 kurzzeitig in Frage, er konnte jedoch rechtzeitig Fit werden. Dort wurde er dann nach 5 Wickets für 59 Runs gegen die Niederlande als Spieler de Spiels ausgezeichnet. Im weiteren Verlauf des Turniers gelangen ihm gegen Afghanistan drei Wickets (3/39). Das Team erreichte mit ihm das Halbfinale, schied dort jedoch gegen Indien aus. Nach dem Turnier kam er in Bangladesch ins Test-Team zurück, wo ihm im zweiten Test zwei Mal drei Wickets (3/65 & 3/51) gelangen. In der Twenty20-Serie fügte er 4 wickets für 16 Runs im dritten Spiel hinzu und wurde dafür ausgezeichnet. In der Test-Serie gegen Südafrika im Februar erreichte er im ersten Spiel erneut zwei Mal drei Wickets (3/34 & 3/59).